# Adriano Gambarini
Adriano Augusto Gambarini (paulistano, 03 de agosto de 1969) é fotógrafo profissional desde 1992, autor de 18 livros de fotografia e membro do seleto grupo de fotógrafos da National Geographic Brasil. Geólogo de formação, notabilizou-se por documentar projetos de conservação e etnográficos de maneira sistemática e expedições a regiões remotas, de modo a integrar um vasto conhecimento sobre meio ambiente, ecologia, cultura e tradições de grupos étnicos. É diretor da Gamba Imagens, um dos mais diversificados fotoarquivos do país, com cerca de 400 mil fotografias de ecossistemas, cavernas, vida selvagem, povos indígenas, comunidades tradicionais e cultura do Brasil, Antártica e mais 40 países. Vencedor do Prêmio Comunique-se 2019, na Categoria Profissional da Imagem.

## Biografia
Nasceu em São Paulo, São Paulo, estudou no Colégio Visconde de Porto Seguro e graduou-se em Geologia na Universidade de São Paulo (1987-1991) com especialização em Espeleologia. Em 1988, tornou-se membro do Grupo da Geo de Espeleologia, uma equipe de espeleólogos que exploravam e mapeavam cavernas no Vale do Ribeira, na Chapada Diamantina e em Bonito. Tornou-se Dive Master e Cave Diver em 1991 e participou de expedições de espeleomergulho na Chapada Diamantina, que resultaram em importantes descobertas paleontológicas. Ainda na graduação, montou uma empresa de educação ambiental, responsável pela organização de viagens de estudo para escolas, com enfoque em Ciências Naturais, História e Geografia.
Após sua formação na USP, viajou como mochileiro para a região de Provença, França, onde trabalhou na colheita de frutas. Seguiu para a Grécia e trabalhou com mergulho em Mikonos. Ao retornar ao Brasil, deu continuidade ao trabalho de educação ambiental. Assíduo admirador da Arte, colecionava livros de mestres da pintura e escultura, como Michelangelo e Leonardo da Vinci. Durante dois anos, foi aluno do escultor português Santos Lopes, além dos estudos com piano clássico ao longo de 10 anos. Tal formação com abrangência em diversas áreas da arte contribuiu para definir uma estética visual em sua fotografia.

## Trajetória Profissional
Autodidata em fotografia, começou a trabalhar profissionalmente na revista Pesca&Cia (1993-1995), viajando uma média de 15 dias por mês por todo Brasil, além de Noruega, Suécia, Finlândia e Estados Unidos. Autônomo desde então, produziu inúmeras matérias para revistas relacionadas a meio ambiente. Também, montou a empresa Gamba Produções e Imagens, atualmente um dos mais diversificados fotoarquivos produzidos por um mesmo fotógrafo.
Em 1999, foi contratado para trabalhar como fotógrafo still de cinema para o documentário No Caminho da Expedição Langsdorff: Memória das Águas, sobre a lendária Expedição Langsdorff, ocorrida em 1821 e documentada por três artistas: Taunay, Rugendas e Hercule Florence. Adriano Gambarini documentou a viagem que refez o trajeto da expedição original, além do diário de Langsdorff e as pinturas dos artistas nos arquivos russos de São Petersburgo. O documentário foi produzido para a Discovery Channel America Latina, cuja apresentadora foi Adriana Florence, artista e tataraneta de Hercule. Em 2000, foi publicado um livro de mesmo nome, com pinturas da artista, fotografias de Gambarini e reproduções das ilustrações de Hercule.
No mesmo ano, Gambarini realizou uma viagem por mais de 2 meses pela Indochina, trabalhando com coberturas jornalísticas na Tailândia, Laos e Camboja. Seu fascínio pelos templos de Angkor Wat foi tamanho que após o término do seu contrato, decidiu ficar mais tempo na Tailândia até conseguir voltar para o Camboja, numa arriscada viagem na caçamba de um caminhão. Deste trabalho, surgiu o livro Camboja, em que ele assina os textos e as fotos.
Em 2001, foi contratado para documentar a Rota das Caravanas, um dos trajetos da lendária Rota da Seda. Permanecendo por quase 30 dias na China, percorreu o país no sentido leste-oeste, terminando a viagem no Quirguistão. Nesse trabalho, Gambarini teve a incumbência de produzir uma série de reportagens online durante todo percurso. Diariamente, produzia e enviava fotos e textos que eram publicados no Portal Super 11, um dos primeiros trabalhos de reportagens realizados via online no Brasil. Durante esta viagem, produziu também gravações para a Rádio Eldorado, atual Rádio Estadão, transmitidas por telefone.
No ano em que a National Geographic entrou no Brasil, Gambarini já tinha publicado na edição mundial da revista. Foi chamado para pertencer ao seleto grupo de fotógrafos permanentes e foi responsável em produzir a primeira matéria encomendada pela edição brasileira, cujo enfoque era pesquisas com onças-pintadas no Parque Nacional das Emas. Desde então, produziu inúmeras matérias para National Geographic, sempre focadas em pesquisas científicas e questões ambientais. Em 2013, a matéria “Ciência no Escuro”, que descreve a desconhecida fauna de cavernas, ficou entre as finalistas do Prêmio Reportagem HSBC de Sustentabilidade. Durante 7 anos, foi articulista do blog da National Geographic, além de ser revisor técnico do primeiro guia National Geographic de fotografia traduzido para o Português. 
Em 2006, embarcou num navio quebra-gelos da Marinha Chilena, documentando a rotina dos seus trabalhos no abastecimento de todas as bases chilenas na Antártica. Com isso, acumulou cerca de 6 horas de sobrevoo e fotografias aéreas do continente gelado.  
Notalibizou-se por documentar projetos de conservação de forma sistemática e de longo prazo. Dentre eles, consta a documentação de animais em extinção como o lobo-guará e a onça-pintada, ao longo de 15 anos, com pesquisadores do Instituto Pró-Carnívoros. Manteve ainda seu trabalho como geoespeleólogo, documentando os principais sítios espeleológicos do Brasil e acumulando mais de 4000 fotografias em filme e digital das principais cavernas do país, o que resultou na publicação, em 2012, do livro Cavernas do Brasil, finalista do Prêmio Jabuti no mesmo ano. No ano seguinte, publicou o livro Histórias de um Lobo, finalista do Premio Jabuti de 2014. Na última década, dedicou-se, também, a documentar os projetos de pesquisa do Instituto Terra Brasilis com o raro pato-mergulhão, uma das dez aves aquáticas mais ameaçadas do mundo, além de contribuir para diversos artigos científicos, teses de mestrado, matérias em revistas técnicas e de meio ambiente. 
É colunista do portal ambiental OECO há mais de 10 anos. Habituado a trabalhar com pesquisadores e a lidar com as adversidades dos trabalhos de campo, documentou as principais expedições científicas coordenadas pela WWF-Brasil na Amazônia, no Pantanal, Cerrado e na Mata Atlântica, além de trabalhos para a Conservation International e The Nature Conservancy. Em 2013, tornou-se o fotógrafo oficial do Projeto Onçafari, no Pantanal. Nos últimos anos, vem documentando, em fotos e vídeos, vários povos indígenas da Amazônia e do Mato Grosso para seus respectivos Planos de Gestão das Terras.
No mercado editorial, já publicou nas principais revistas nacionais como Veja, IstoÉ, Época, Caminhos da Terra, Horizonte Geográfico, Gooutside, Terra da Gente, Revistas de Bordo da TAM, GOL entre outras; revistas internacionais como GEO Magazine, Mercator’s World, BBC Magazine. Participou e foi entrevistado em vários programas de TV, como Programa do Jô, Repórter Eco, GloboNews, Jornal da Cultura, entre outros.
Há mais de 10 anos, ministra workshops e palestras sobre fotografia em viagens pelo Brasil e exterior, em que o enfoque principal é o olhar. Com uma proposta fundamentada nos conceitos primordiais da fotografia, Gambarini acredita que a forma como interagimos com os lugares e todas as experiências e sensações que carregamos ao longo da vida, são de alguma forma impressas na fotografia. Por conta destes princípios profissionais, participou como especialista em fotografia e ciências naturais na primeira viagem brasileira privativa de volta ao mundo.
É frequentemente convidado a ministrar palestras sobre fotografia como forma de comunicação e interpretação das relações humanas com o ambiente. Foi palestrante no TEDx, ocorrido em Belém em 2011, sobre o tema "Diferentes jeitos de viver". Em abril de 2014, foi novamente palestrante no TEDx, em Porto Alegre, sobre o tema "Somos Humanidade". Foi o único brasileiro a participar do evento Amazon Festival, no Museu de História Natural em Leiden, Holanda, onde descreveu suas experiências nas inúmeras expedições pela Amazônia.

## Obras
- A Origem do Homem e seus Deuses (2016) ISBN 978-85-88800-03-8
- Panthera Onca, à Sombra das Florestas (2016) ISBN 978-85-60120-39-0
- Histórias de um Lobo (2013) ISBN 978-85-60120-28-4
- Cavernas do Brasil (2012) ISBN 978-85-8220-001-8
- Velho Chico - o Rio (2012) ISBN 978-85-64010-05-5
- Água, Conservação e Cultura (2011) ISBN 978-85-64010-01-7
- Serra da Canastra - Diversidade Infinita (2011) ISBN 978-85-88800-02-1
- O Valor das Florestas (2009) ISBN 978-85-87168-08-5
- Serra da Canastra (2007) ISBN 978-85-99953-02-0
- Oré Awé Roiru’a Ma - Todas as Vezes que Dissemos Adeus (2004) ISBN 85-85464-46-1
- Natureza, Conservação e Cultura - Ensaio sobre a relação do homem com a Natureza no Brasil (2003) ISBN 85-85371-47-1
- Expedição Langsdorff (2002) ISBN 85-06-03268-7
- Serra da Capivara (2001)
- Camboja (2001) ISBN 85-901621-1-7
- O Ouro de Minas (2000) ISBN 85-88800-01-2